# Centro para el Altruismo Eficaz
El Centro para el Altruismo Eficaz (en inglés: Centre for Effective Altruism, CEA) es una organización con sede en Oxford que construye y respalda la comunidad del altruismo eficaz. Fue fundada en 2012 por William MacAskill y Toby Ord, ambos filósofos de la Universidad de Oxford. El CEA forma parte de Effective Ventures, una federación de proyectos que trabajan para tener un gran impacto positivo en el mundo.

## Historia
La fundación del CEA se produjo debido a la necesidad de establecer una organización paraguas bajo la cual se incorporan Giving What We Can y 80,000 Hours. A finales de 2011, los miembros de esas dos organizaciones se reunieron para discutir cómo debería llamarse esta nueva entidad, y se adoptó el nombre "Centro para el Altruismo Eficaz". En ese momento, el movimiento que más tarde se llamaría "altruismo eficaz" aún no tenía un nombre estándar; los términos comunes en ese entonces incluían "filantropía óptima" y "altruismo racional", y esta fue la primera vez que se usó el término "altruismo eficaz" en su sentido actual. El CEA se registró como una organización benéfica al año siguiente.
En 2015 y 2016, el CEA incorporó varios proyectos, incluyendo Effective Altruism Global y Giving What We Can, y comenzó a funcionar como una organización centralizada, en lugar de ser simplemente una organización paraguas. Sam Bankman-Fried se unió al CEA como director de desarrollo a finales de 2017, aunque luego se fue para financiar Alameda Research. En 2018, el CEA lanzó una nueva versión del Effective Altruism Forum, basada en el código de LessWrong.
En 2022, la división del CEA que brinda apoyo operativo y patrocinio fiscal a varios proyectos cambió su nombre a "Effective Ventures". El resto del CEA ahora opera como uno de los muchos proyectos de Effective Ventures, que además de Giving What We Can y 80,000 Hours, incluyen EA Funds, la Forethought Foundation, el Centre for the Governance of AI, Longview Philanthropy, Asterisk, Atlas Fellowship y Non-trivial. El CEA continúa persiguiendo su misión de construir y nutrir una comunidad global de personas que reflexionan cuidadosamente sobre los problemas más grandes del mundo y toman medidas impactantes para resolverlos.

## Actividades
Hasta el año 2022, las actividades principales del CEA incluyen la organización de la serie de conferencias  sobre el Effective Altruism Global; la construcción y mantenimiento del Effective Altruism Forum y la página de inicio del altruismo eficaz; la financiación y asesoramiento de cientos de grupos de altruismo eficaz en todo el mundo; y la preservación de la capacidad de crecimiento y producción de valor de la comunidad del altruismo eficaz en el futuro mediante la construcción de una cultura intelectual saludable y una comunidad inclusiva.
Las oficinas del CEA se encuentran en Trajan House, un edificio que también alberga muchas otras organizaciones relacionadas con el movimiento del altruismo eficaz, incluyendo la Forethought Foundation, el Centre for the Governance of AI, el Global Challenges Project, Our World in Data, el Future of Humanity Institute y el Global Priorities Institute; los dos últimos también forman parte de la Universidad de Oxford.
El presupuesto del CEA para el año 2021 fue de 28 millones de dólares.